# Chendoor, Yelbarga
Chendoor là một làng thuộc tehsil Yelbarga, huyện Koppal, bang Karnataka, Ấn Độ.